# Willie McLean

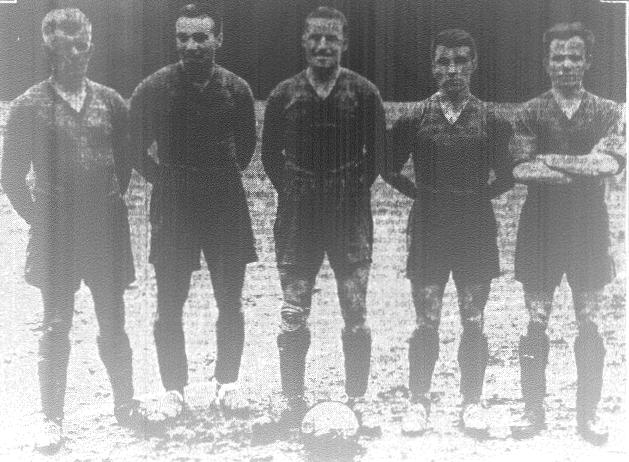
Imagem da equipe que McLen jogava ele é o ultimo da esquerda para a direita.

William "Willie" McLean (Clydebank, Escócia, 27 de janeiro de 1904 - data de morte desconhecida) foi um futebolista norte-americano de origem escocesa. Ele competiu na Copa do Mundo FIFA de 1934, sediada na Itália, na qual a seleção de seu país terminou na última colocação dentre os 16 participantes.